# Bill Brandt
Hermann Wilhelm Brandt, meglio noto come Bill Brandt (Amburgo, 2 maggio 1904 – Londra, 20 dicembre 1983), è stato un fotografo britannico.
Bill Brandt è il più illustre dei fotografi inglesi del Novecento, anche se tedesco di nascita, poi naturalizzato inglese. La sua produzione è stata multiforme e si è confrontato con generi come il reportage, il ritratto ed il paesaggio, oltre al nudo per il quale è divenuto famoso.

## Biografia
Nacque da genitori benestanti: il padre discendeva da una famiglia inglese, la madre, tedesca, aveva origini russe. Trascorse l’infanzia a Schleswig-Holstein. Ancora ragazzo si spostò in Svizzera dove si ammalò di tubercolosi e venne ricoverato nel sanatorio a Davos, un luogo che vide scrittori e personaggi celebri trascorrervi lunghi periodi, come Robert Louis Stevenson, Thomas Mann ed altri, tutti per motivi di salute.
Nel 1927 si trasferì a Vienna. Non ne conosciamo il motivo, forse per raggiungere uno dei suoi tre fratelli, Rolf, dove lavorava come grafico. Grazie al fratello conobbe la dottoressa Eugenie Schwarzwald (1872-1940), molto nota come pedagoga che aprì un famoso collegio per ragazze nel quale invitò ad insegnare artisti come Oskar Kokoschka, musicisti come Arnold Schönberg, architetti come Adolf Loos, scrittori come Elias Canetti, Robert Musil, Bertolt Brecht, tanto per citarne alcuni. Fu lei che spinse il giovane Brandt a dedicarsi alla fotografia trovandogli un impiego presso lo studio di Greta Kolliner, ritrattista ed amica.
Conobbe Ezra Pound che lo aiuterà a diventare assistente di Man Ray a Parigi, dove rimarrà tre mesi e, sebbene non arricchisse il suo bagaglio tecnico, ne ricevette un forte impulso creativo e dove verrà in contatto con la poetica surrealista, lasciandosi influenzare, come scriverà lui stesso nel saggio del volume fotografico Camera in London (1948), da Eugène Atget e dalle pellicole di Luis Buñuel e Salvador Dalí, e dai loro film Un chien andalou e L'âge d'or. Di questa corrente artistica, Brandt si appassionerà soprattutto all’ispirazione psicoanalitica e metafisica, e a quella anti-borghese e più squisitamente marxista per la sua spinta verso la giustizia sociale, ma più d’ogni altra cosa il suo orizzonte sarà quello della totale libertà d’espressione creativa. Per questo egli non considererà se stesso propriamente un fotografo, bensì un artista.
Nel 1931, per la prima volta, giunse in Inghilterra, dove poi si stabilirà definitivamente. Nonostante studiasse molto la lingua, non riuscirà a nascondere l'accento tedesco. A 29 anni, nel 1933, cambiò il suo nome in Bill e rinnegò il suo passato tedesco. In tale decisione potrebbe avere influito la svolta autoritaria e dittatoriale del nazismo.
Fortemente interessato al sociale, nel 1935 pubblicò il volume fotografico The English at Home, che avrà per l'autore una grande importanza per la sua carriera, sebbene l'editore lo dovette ritirare per le critiche, in quanto mostrava troppo esplicitamente la disparità delle classi sociali.
Nel 1938 pubblicò contemporaneamente in Inghilterra e in Francia il libro A night in London, salutato come un grande successo, come fosse la versione inglese del volume Paris by Night di Brassaï.
A sua disposizione ebbe i mezzi tecnici, nuovi per l’epoca, come il flash, che usò spesso in combinazione alla luce ambiente - la cui sperimentazione, anche se risaliva ad un secolo prima, trovò la sua migliore applicazione proprio in quegli anni, quando cioè si riuscì a superare i lampi al magnesio - e la Rolleiflex, una reflex biottica che egli scelse perché alla maneggevolezza univa un formato adatto ai tagli in stampa e all’accurato lavoro di camera oscura cui Brandt si dedicava personalmente.

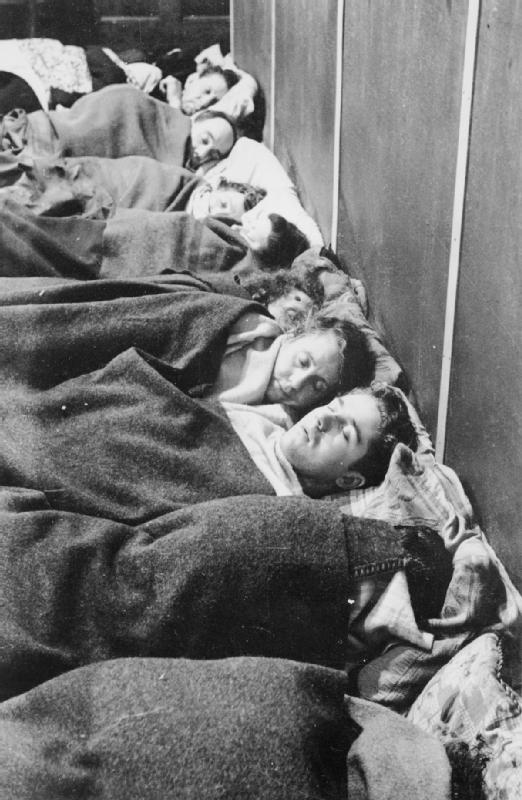
Rifugio antiaereo a Londra, novembre 1940

Brandt diventò fotoreporter e giornalista, pubblicando spesso le sue ricerche sociali su importanti riviste britanniche come Lilliput, Picture Post e Weekly illustrated. Le sue fotografie verranno pubblicate anche su Harper's Bazaar.
Il suo impegno sociale fu costante ed apprezzato: allo scoppio della II Guerra Mondiale, per conto del Ministero dell’Informazione britannico, egli documentò la condizione dei londinesi durante i blackout e all’interno dei rifugi approntati per far fronte ai raid aerei dei nazisti.
Nel 1941, come conseguenza alle incursioni aeree naziste su obiettivi di carattere storico e artistico, venne costituito il National Buildings Record con il preciso scopo di raccogliere un’accurata documentazione delle opere architettoniche passibili d’essere distrutte o danneggiate, in vista di un restauro o di una ricostruzione futuri: Brandt fu in pratica assunto per documentare fotograficamente chiese e cattedrali ed alcuni dei luoghi più colpiti come Bath.
Nel corso degli anni ’40 sperimentò anche altri settori della fotografia: il ritratto ad artisti e intellettuali e il paesaggio, per il quale, in quegli anni, scattò una intensa serie di vedute cariche di echi letterari, come le dense atmosfere “romantiche” che richiamano i romanzi e le poesie delle Sorelle Brontë e di Thomas Hardy, che usciranno sulla rivista Lilliput e nel volume Literary Britain nel 1951.
Nel 1944 acquistò una Kodak di seconda mano, equipaggiata con un grandangolo, utilizzata precedentemente dalla polizia per fotografare rilievi investigativi, gli permetteva, come lui stesso amava dire, di vedere il modo attraverso gli occhi di un topo, di un pesce o di una mosca. Iniziò con questa macchina, che negli anni '60 sostituì con una Hasselblad, la sua avventura di fotografo di nudi. Corpi allungati e distorti dall'uso di obiettivi grandangolari, ripresi in ambientazioni naturali come le spiagge della Normandia, poi raccolte nel volume Perspective of Nudes, pubblicato nel 1961 a Londra e New York, considerate il suo capolavoro. Quasi contemporaneamente pubblicò l'antologia fotografica Shadow of Light.
A partire dal 1961 ebbe numerosi riconoscimenti ed iniziò ad esporre in spazi prestigiosi: nel 1969, ad esempio, espose nella prima retrospettiva al MOMA di New York, promossa e organizzata da Edward Steichen. Nel 1978 venne nominato “Royal Designer for Industry” dalla Royal Society of Arts e, l’anno dopo, venne insignito dalla Royal Photographic Society con la Silver Progress Medal.
Le sue fotografie entrarono a far parte d’importanti collezioni, come quelle del Victoria and Albert Museum, del MOMA, del George Eastman House, della Biblioteca nazionale di Francia, che possiede il fondo più vasto delle sue stampe.
Nel 1983 venne organizzata la collettiva "London by Night" . Oltre a Bill Brandt, esposero i fotografi Alvin Langdon Coburn, Tish Murtha, Nick Turpin, Rut Blees Luxemburg.
Affetto da tempo dal diabete, la sua salute peggiorò e, a causa di un glaucoma, anche la vista si abbassò impedendogli di dedicarsi alla fotografia e alla stampa delle proprie opere.
Bill Brandt morì nel 1983. Ebbe tre mogli da nessuna delle quali ha avuto figli. Le sue ceneri vennero sparse a Holland Park, dove amava recarsi a passeggiare.